# Руан (округ)
Округ Руан (фр. Arrondissement de Rouen) — округ у Франції, в департаменті Приморська Сена. 2023 року округ об'єднував 216 муніципалітетів, населення становило 638 601 особу.
Адміністративний центр (супрефектура) — Руан.

## Муніципалітети
Список муніципалітетів округу та їхні коди INSEE:
1. Аллувіль-Бельфосс (76001)
2. Амфревіль-ла-Мі-Вуа (76005)
3. Амфревіль-ле-Шам (76006)
4. Анвевіль (76023)
5. Анкретьєвіль-Сен-Віктор (76010)
6. Анктьєрвіль (76022)
7. Аннвіль-Амбурвіль (76020)
8. Ансомвіль (76007)
9. Арелон-ан-Сен (76401)
10. Арканвіль (76340)
11. Баон-ле-Конт (76055)
12. Барантен (76057)
13. Бардувіль (76056)
14. Бельбеф (76069)
15. Беневіль (76077)
16. Бервіль (76087)
17. Бервіль-сюр-Сен (76088)
18. Б'єрвіль (76094)
19. Біорель (76095)
20. Блаквіль (76099)
21. Бленвіль-Кревон (76100)
22. Бомон-ле-Аран (76062)
23. Бонсекур (76103)
24. Боос (76116)
25. Боск-Бордель (76120)
26. Боск-Герар-Сент-Адріян (76123)
27. Боск-Еделін (76121)
28. Боск-ле-Ард (76125)
29. Бреттвіль-Сен-Лоран (76144)
30. Буа-Гійом (76108)
31. Буа-Гільбер (76107)
32. Буа-д'Еннбур (76106)
33. Буа-Еру (76109)
34. Буа-Імон (76110)
35. Буа-л'Евек (76111)
36. Буассе (76113)
37. Бувіль (76135)
38. Будвіль (76129)
39. Бурденвіль (76132)
40. Бюто (76149)
41. Бюші (76146)
42. Валлікервіль (76718)
43. Валь-де-ла-Е (76717)
44. Ваттвіль-ла-Рю (76727)
45. В'є-Мануар (76738)
46. Вібеф (76737)
47. Вілле-Екаль (76743)
48. Гонзевіль (76309)
49. Гран-Куронн (76319)
50. Гремонвіль (76325)
51. Гренвіль-сюр-Рі (76316)
52. Гриньєзвіль (76328)
53. Грюньї (76331)
54. Гуї (76313)
55. Гупійєр (76311)
56. Дарнеталь (76212)
57. Девіль-ле-Руан (76216)
58. Дудвіль (76219)
59. Дюклер (76222)
60. Екаль-Алі (76223)
61. Екреттвіль-ле-Баон (76225)
62. Екто-ле-Баон (76228)
63. Екто-л'Обер (76227)
64. Елетт (76245)
65. Ельбеф (76231)
66. Ельбеф-сюр-Андель (76230)
67. Еманвіль (76234)
68. Енувіль (76354)
69. Епіне-сюр-Дюклер (76237)
70. Ерикур-ан-Ко (76355)
71. Ернемон-сюр-Бюші (76243)
72. Ероншель (76359)
73. Ертовіль (76362)
74. Естевіль (76247)
75. Етальвіль (76251)
76. Етуттвіль (76253)
77. Єнвіль (76750)
78. Єрвіль (76752)
79. Жум'єж (76378)
80. Івекрик (76757)
81. Івето (76758)
82. Івіль-сюр-Сен (76759)
83. Ікбеф (76756)
84. Імар (76753)
85. Іновіль (76377)
86. Каї (76152)
87. Канвіль-ле-Дез-Егліз (76158)
88. Кантеле (76157)
89. Карвіль-ла-Фольтьєр (76160)
90. Карвіль-По-де-Фер (76161)
91. Катене (76163)
92. Кевіллон (76513)
93. Кевревіль-ла-Потрі (76514)
94. Кенкампуа (76517)
95. Клавіль-Моттвіль (76177)
96. Клеон (76178)
97. Клер (76179)
98. Кодбек-лез-Ельбеф (76165)
99. Коттеврар (76188)
100. Крикето-сюр-Увіль (76198)
101. Круа-Мар (76203)
102. Ла-Буй (76131)
103. Ла-В'є-Рю (76740)
104. Ла-Вопальєр (76728)
105. Ла-Лонд (76391)
106. Ла-Невіль-Шант-д'Уазель (76464)
107. Ла-Рю-Сен-П'єрр (76547)
108. Ла-Уссе-Беранже (76369)
109. Ле-Бокасс (76105)
110. Ле-Гран-Кевії (76322)
111. Ле-Меній-Енар (76429)
112. Ле-Меній-су-Жум'єж (76436)
113. Ле-О-де-Ко (76041)
114. Ле-Петі-Кевії (76498)
115. Ле-Торп-Меній (76699)
116. Ле-Тре (76709)
117. Ле-Ульм (76366)
118. Лез-Отьє-сюр-ле-Пор-Сент-Уан (76039)
119. Лендбеф (76387)
120. Лімезі (76385)
121. Лонгрю (76396)
122. Лувето (76398)
123. Малоне (76402)
124. Маромм (76410)
125. Мартенвіль-Епревіль (76412)
126. Меній-Паннвіль (76433)
127. Меній-Рауль (76434)
128. Молевріє-Сент-Жертрюд (76418)
129. Мон-Ковер (76443)
130. Мон-Сент-Еньян (76451)
131. Монвіль (76452)
132. Моні (76419)
133. Монмен (76448)
134. Монтіньї (76446)
135. Морньї-ла-Поммре (76453)
136. Моттвіль (76456)
137. Муліно (76457)
138. Нотр-Дам-де-Бліктюї (76473)
139. Нотр-Дам-де-Бондвіль (76474)
140. Озебоск (76043)
141. Озувіль-л'Еневаль (76045)
142. Озувіль-сюр-Рі (76046)
143. Ориваль (76486)
144. Ото-ле-Ватуа (76347)
145. Ото-Сен-Сюльпіс (76348)
146. Ото-сюр-Сен (76350)
147. Отьє-Ратьєвіль (76038)
148. Павіллі (76495)
149. Петі-Куронн (76497)
150. П'єррваль (76502)
151. Піссі-Повіль (76503)
152. Прео (76509)
153. Прето-Вікмар (76510)
154. Ребе (76521)
155. Ревіль (76524)
156. Рив-ан-Сен (76164)
157. Рі (76548)
158. Роберто (76530)
159. Рокфор (76531)
160. Роншероль-сюр-ле-Вів'є (76536)
161. Руан (76540)
162. Румар (76541)
163. Рут (76542)
164. Саюр (76550)
165. Сен-Дені-ле-Тібу (76573)
166. Сен-Жак-сюр-Дарнеталь (76591)
167. Сен-Жан-дю-Кардонне (76594)
168. Сен-Жермен-дез-Ессур (76581)
169. Сен-Жермен-су-Каї (76583)
170. Сен-Жиль-де-Крето (76585)
171. Сен-Жорж-сюр-Фонтен (76580)
172. Сен-Клер-сюр-ле-Мон (76568)
173. Сен-Леже-дю-Бур-Дені (76599)
174. Сен-Лоран-ан-Ко (76597)
175. Сен-Мартен-оз-Арбр (76611)
176. Сен-Мартен-де-Бошервіль (76614)
177. Сен-Мартен-де-л'Іф (76289)
178. Сен-Мартен-дю-Вів'є (76617)
179. Сен-Нікола-де-ла-Е (76626)
180. Сен-Паер (76631)
181. Сен-П'єрр-де-Манневіль (76634)
182. Сен-П'єрр-де-Варанжвіль (76636)
183. Сен-П'єрр-лез-Ельбеф (76640)
184. Сент-Андре-сюр-Каї (76555)
185. Сент-Арну (76557)
186. Сент-Еньян-сюр-Рі (76554)
187. Сент-Етьєнн-дю-Рувре (76575)
188. Сент-Круа-сюр-Бюші (76571)
189. Сент-Маргерит-сюр-Дюклер (76608)
190. Сент-Марі-де-Шам (76610)
191. Сент-Обен-Селловіль (76558)
192. Сент-Обен-де-Крето (76559)
193. Сент-Обен-Епіне (76560)
194. Сент-Обен-лез-Ельбеф (76561)
195. Сент-Остреберт (76566)
196. Сервавіль-Сальмонвіль (76673)
197. Сідвіль (76174)
198. Соссе (76668)
199. Соттвіль-ле-Руан (76681)
200. Соттвіль-су-ле-Валь (76682)
201. Сьєрвіль (76675)
202. Турвіль-ла-Рив'єр (76705)
203. Туффревіль-ла-Корбелін (76702)
204. Уассель (76484)
205. Увіль-л'Аббе (76491)
206. Уппвіль (76367)
207. Фламанвіль (76264)
208. Фонтен-ле-Бур (76271)
209. Фонтен-су-Прео (76273)
210. Франквіль-Сен-П'єрр (76475)
211. Френ-ле-План (76285)
212. Френез (76282)
213. Фреск'єнн (76287)
214. Фришменій (76290)
215. Фюльто (76293)
216. Юглевіль-ан-Ко (76370)